# Giải vô địch bóng đá bãi biển thế giới 2006
Giải vô địch bóng đá bãi biển thế giới 2006 là giải đấu lần thứ 2 của Giải vô địch bóng đá bãi biển thế giới do FIFA quản lý. Nhìn chung, đây là giải đấu lần thứ 12 kể từ khi phiên bản giải đấu của BSWW tổ chức từ năm 1995 đến năm 2004. Được tổ chức tại Rio de Janeiro, Brasil từ ngày 2 đến ngày 12 tháng 11 năm 2006.
Brasil  đã giành chức vô địch lần đầu tiên và là danh hiệu vô địch thế giới thứ 10 nói chung.

## Những thay đổi lớn về thể thức
Sau mùa giải năm 2005, bóng đá bãi biển tiếp tục phát triển và lan rộng trên toàn thế giới với tốc độ nhanh chóng. Do đó, FIFA đã thành lập Giải vô địch bóng đá bãi biển thế giới, để cố gắng cho phép nhiều quốc gia hơn tham dự giải, cũng như thu hút nhiều đội tuyển quốc gia hơn tham gia vào môn thể thao này. FIFA cũng tăng số lượng đội tham dự từ 12 lên mức cao kỷ lục là 16 đội. Điều này cũng có nghĩa là các quốc gia sẽ không còn được tham dự trực tiếp bằng lời mời nữa mà phải vượt qua vòng loại.
Với việc thành lập vòng loại, FIFA quyết định chuẩn hóa mỗi mùa giải, nghĩa là từ kỳ mùa giải này trở đi, mỗi liên đoàn sẽ có cùng số đội tham dự mỗi kỳ vô địch thế giới và 16 đội sẽ được chia thành bốn bảng, mỗi bảng bốn đội, với hai đội đứng đầu sẽ vào vòng tứ kết.

## Vòng loại

### Khu vực châu Phi
Các quốc gia châu Phi được phân bổ 2 suất tham dự vô địch thế giới. Giải vô địch diễn ra từ ngày 28 tháng 9 đến ngày 30 tháng 9 năm 2006. Cameroon và Nigeria là hai đội vào chung kết, nghĩa là cả hai đều vượt qua vòng loại. Cameroon đã đánh bại Nigeria trong trận chung kết để giành chức vô địch.

### Khu vực châu Á
Các quốc gia Châu Á được phân bổ 3 suất tham dự giải vô địch thế giới. Giải vô địch diễn ra từ ngày 22 tháng 5 đến ngày 26 tháng 5 năm 2006. Bahrain và Nhật Bản là hai đội vào chung kết, nghĩa là cả hai đều vượt qua vòng loại. Bahrain đã đánh bại Nhật Bản trong trận chung kết để giành chức vô địch. Iran và Trung Quốc đã bị loại ở bán kết và phải thi đấu với nhau trong trận tranh hạng ba. Iran đã đánh bại Trung Quốc để giành suất tham dự thứ ba.

### Khu vực châu Âu
Các quốc gia châu Âu được phân bổ 5 suất tham dự giải vô địch thế giới. Thay vì có một giải đấu cụ thể để giành suất tham dự, suất tham dự đã đạt được thông qua Giải vô địch bóng đá bãi biển châu Âu 2006 diễn ra vào đầu năm. Các quốc gia lọt vào vòng 2 của Siêu Chung kết vượt qua vòng loại là Tây Ban Nha, Bồ Đào Nha, Ba Lan và Ý. Để quyết định đội nào sẽ giành suất thứ năm, các quốc gia bị loại trong giải đấu đã trở lại để thi đấu trong một giải đấu loại trực tiếp, với đội chiến thắng sẽ tiến tới giải vô địch thế giới. Quốc gia giành chiến thắng trong giải đấu là Pháp đã đánh bại Thụy Sĩ trong trận chung kết.

### Bắc, Trung Mỹ và Caribe
Các quốc gia Bắc, Trung Mỹ và Caribe được phân bổ 2 suất tham dự giải vô địch thế giới. Giải vô địch diễn ra từ ngày 13 tháng 9 đến ngày 17 tháng 9 năm 2006. Hoa Kỳ và Canada là hai đội vào chung kết, nghĩa là cả hai đều vượt qua vòng loại. Hoa Kỳ đã đánh bại Canada trong trận chung kết để giành chức vô địch.

### Khu vực châu Đại Dương
Các quốc gia Châu Đại Dương được phân bổ 1 suất tham dự giải vô địch thế giới. Giải vô địch diễn ra từ ngày 31 tháng 8 đến ngày 3 tháng 9 năm 2006. Quần đảo Solomon và Vanuatu là hai đội vào chung kết. Quần đảo Solomon đã đánh bại Vanuatu trong trận chung kết để giành chức vô địch và vượt qua vòng loại.

### Khu vực Nam Mỹ
Các quốc gia Nam Mỹ được phân bổ 3 suất tham dự giải vô địch thế giới. Giải vô địch diễn ra từ ngày 5 tháng 3 đến ngày 12 tháng 3 năm 2006. Brasil và Uruguay là hai đội vào chung kết, nghĩa là cả hai đều vượt qua vòng loại. Brasil đã đánh bại Uruguay trong trận chung kết để giành chức vô địch. Argentina và Venezuela đã bị loại ở bán kết và phải thi đấu với nhau trong trận tranh giải ba. Argentina đã đánh bại Venezuela để giành suất tham dự thứ ba.

## Đội tuyển
Đây là những đội tuyển vượt qua vòng loại tham dự giải vô địch thế giới:
| Khu vực châu Á: - Bahrain (lần đầu tham dự) - Iran (lần đầu tham dự) - Nhật Bản Khu vực châu Phi: - Cameroon (lần đầu tham dự) - Nigeria (lần đầu tham dự) Khu vực châu Âu: - Pháp - Ý - Ba Lan (lần đầu tham dự) - Bồ Đào Nha - Tây Ban Nha | Khu vực Bắc, Trung Mỹ và Caribe: - Canada - Hoa Kỳ Khu vực châu Đại Dương: - Quần đảo Solomon (lần đầu tham dự) Khu vực Nam Mỹ: - Argentina - Brasil - Uruguay |

## Địa điểm
Giống như các mùa giải trước đây được tổ chức tại Rio, giải đấu một lần nữa được diễn ra tại Sân vận động bóng đá bãi biển Copacabana.
| Sân vận động bóng đá bãi biển Copacabana |
| 22°58′N 43°10′T / 22,967°N 43,167°T      |
| Sức chứa: 10,000                         |
|                                          |

## Vòng bảng
16 đội tham dự vòng chung kết tại Brasil được chia thành 4 bảng, mỗi bảng 4 đội. Mỗi đội đấu với 3 đội khác trong bảng của mình theo thể thức vòng tròn, với hai đội đứng đầu sẽ tiến vào vòng tứ kết. Các trận tứ kết, bán kết và trận chung kết được tổ chức theo thể thức đấu loại trực tiếp.
Tất cả các trận đấu diễn ra theo giờ địa phương ở Rio de Janeiro, (UTC-3)

### Bảng A
| Đội      | ST | T | T+ | B | BT | BB | HS | Đ |
| -------- | -- | - | -- | - | -- | -- | -- | - |
| Brasil   | 3  | 3 | 0  | 0 | 29 | 10 | 19 | 9 |
| Nhật Bản | 3  | 1 | 0  | 2 | 15 | 22 | –7 | 3 |
| Ba Lan   | 3  | 1 | 0  | 2 | 12 | 18 | –6 | 3 |
| Hoa Kỳ   | 3  | 1 | 0  | 2 | 14 | 20 | –6 | 3 |

- Nhật Bản, Ba Lan và Hoa Kỳ có cùng 3 điểm mỗi đội và có một chiến thắng trước nhau trong thành tích đối đầu;
- Các đội sau đó được xếp hạng dựa trên Hiệu số bàn thắng thua trong các trận đấu giữa ba đội (Nhật Bản +1, Ba Lan +1, Hoa Kỳ -2);
- Cuối cùng, tiêu chí tiếp theo là Số bàn thắng giữa Nhật Bản và Ba Lan, trong các trận đấu giữa ba đội (Nhật Bản +13 và Ba Lan +10), kết quả là Nhật Bản giành vị trí á quân của bảng.

| Hoa Kỳ                                                  | 4–8      | Nhật Bản                                                             |
| ------------------------------------------------------- | -------- | -------------------------------------------------------------------- |
| Xexeo 10' · Farberoff 17' · Morales 30' · Chimienti 35' | Chi tiết | 2', 16', 25' Yoshii · 10' Kuroki · 19', 35' Kawaharazuka · 27' Maruo |

| Brasil                                                                                  | 9–2      | Ba Lan                   |
| --------------------------------------------------------------------------------------- | -------- | ------------------------ |
| Benjamin 2' · Betinho 10', 14' · Buru 12', 31' · Junior Negão 12', 35' · André 16', 34' | Chi tiết | 19' Żuk · 36' Saganowski |

| Brasil                                                                         | 10–2     | Nhật Bản                 |
| ------------------------------------------------------------------------------ | -------- | ------------------------ |
| Buru 2', 16', 18', 27' · Junior Negão 9', 20' · Bruno 9', 11', 12' · Bueno 26' | Chi tiết | 5' Shiokawa · 32' Uehara |

| Ba Lan                  | 2–4      | Hoa Kỳ                                                     |
| ----------------------- | -------- | ---------------------------------------------------------- |
| Saganowski 5' · Żuk 27' | Chi tiết | 4' Chimienti · 17' Tanguinod · 19' Astorga · 29' Chimienti |

| Brasil                                                                                    | 10–6     | Hoa Kỳ                                                |
| ----------------------------------------------------------------------------------------- | -------- | ----------------------------------------------------- |
| Junior Negão 2', 21' · Benjamin 4', 5', 6' · Bruno 10', 12', 15' · Buru 24' · Betinho 25' | Chi tiết | 10', 12', 24' Xexeo · 11', 23' Astorga · 25' Taguinod |

| Ba Lan                                                                         | 8–5      | Nhật Bản                                          |
| ------------------------------------------------------------------------------ | -------- | ------------------------------------------------- |
| Saganowski 1', 15', 22', 23', 26' · Ziober 15' · Bartczak 24' · Polakowski 32' | Chi tiết | 2', 29', 36' Kawaharazuka · 15' Kuroki · 19' Toma |

### Bảng B
| Đội         | ST | T | T+ | B | BT | BB | HS | Đ |
| ----------- | -- | - | -- | - | -- | -- | -- | - |
| Pháp        | 3  | 3 | 0  | 0 | 21 | 8  | 13 | 9 |
| Canada      | 3  | 1 | 1  | 1 | 11 | 14 | –3 | 5 |
| Tây Ban Nha | 3  | 1 | 0  | 2 | 10 | 12 | –2 | 3 |
| Iran        | 3  | 0 | 0  | 3 | 10 | 18 | –8 | 0 |

| Canada                                          | 6–6 (s.h.p.) | Iran                                                               |
| ----------------------------------------------- | ------------ | ------------------------------------------------------------------ |
| Diaz 4' · Sibiya 8', 15', 27', 33' · Yamada 36' | Chi tiết     | 1', 16', 35' Ahmadzadeh · 14' Oostovari · 16' Dara · 23' Abdollahi |
| Loạt sút luân lưu                               |              |                                                                    |
| Sibiya                                          | 1–0          | Ahmadzadeh                                                         |

| Tây Ban Nha                        | 4–7      | Pháp                                                                           |
| ---------------------------------- | -------- | ------------------------------------------------------------------------------ |
| Amarelle 6', 8', 34' · Alfonso 34' | Chi tiết | 17' François · 20' Libbra · 23', 27', 27' Samoun · 25' Edouard · 29' Basquaise |

| Pháp                                                                                | 8–1      | Canada     |
| ----------------------------------------------------------------------------------- | -------- | ---------- |
| Castro 6' · Basquaise 19', 20', 29' · Perez 21', 31' · François 33' · Sciortino 35' | Chi tiết | 26' Lemire |

| Iran          | 1–6      | Tây Ban Nha                                                 |
| ------------- | -------- | ----------------------------------------------------------- |
| Razaeipoor 8' | Chi tiết | 5' Alfonso · 14' Johnny · 18', 36' Nico · 27', 29' Amarelle |

| Pháp                                                                     | 6–3      | Iran                                       |
| ------------------------------------------------------------------------ | -------- | ------------------------------------------ |
| Castro 2' · Sciortino 10' · Samoun 12' · Libbra 23' · Basquaise 31', 31' | Chi tiết | 18' Hashempour · 28' Ahmadzadeh · 20' Dara |

| Tây Ban Nha | 0–4      | Canada                                           |
| ----------- | -------- | ------------------------------------------------ |
|             | Chi tiết | 12', 34' Selaidopoulos · 16' Sibiya · 36' Yamada |

### Bảng C
| Đội              | ST | T | T+ | B | BT | BB | HS  | Đ |
| ---------------- | -- | - | -- | - | -- | -- | --- | - |
| Bồ Đào Nha       | 3  | 3 | 0  | 0 | 29 | 9  | 20  | 9 |
| Uruguay          | 3  | 1 | 0  | 2 | 17 | 13 | 4   | 3 |
| Quần đảo Solomon | 3  | 1 | 0  | 2 | 12 | 26 | –14 | 3 |
| Cameroon         | 3  | 0 | 1  | 2 | 8  | 18 | –10 | 2 |

| Bồ Đào Nha                                  | 5–4      | Uruguay                                          |
| ------------------------------------------- | -------- | ------------------------------------------------ |
| Alan 2', 7' · Madjer 11', 34' · Hernâni 34' | Chi tiết | 5' Coco · 9' Cabrera · 10' Olivera · 18' Pampero |

| Quần đảo Solomon                     | 5–2      | Cameroon                  |
| ------------------------------------ | -------- | ------------------------- |
| Naka 5', 18', 31', 35' · Omokirio 8' | Chi tiết | 32' Ngiladjoe · 33' Eyoum |

| Uruguay | 10–5     | Quần đảo Solomon                                   |
| --- | -------- | -------------------------------------------------- |
| Coco 4' · Aguirre 12', 22' · Fabian 13' · Pampero 14', 25' · Damian 21' · Matias 28' · Parrillo 30' · Seba 32' | Chi tiết | 16', 31' Koto · 20' Rogy · 29' Naka · 36' Omokirio |

| Cameroon           | 3–10     | Bồ Đào Nha                                                                   |
| ------------------ | -------- | ---------------------------------------------------------------------------- |
| Tamen 9', 26', 28' | Chi tiết | 2', 3', 3', 13', 18', 29' Madjer · 17' Alan · 19', 35' Marinho · 34' Gustavo |

| Cameroon                      | 3–3 (s.h.p.) | Uruguay                       |
| ----------------------------- | ------------ | ----------------------------- |
| Ngiladjoe 9' · Bithe 18', 32' | Chi tiết     | 15', 30' Pampero · 27' Miguel |
| Loạt sút luân lưu             |              |                               |
| Eyoum · Nyamsi                | 1–0          | Pampero · Fabian              |

| Quần đảo Solomon      | 2–14     | Bồ Đào Nha |
| --------------------- | -------- | --- |
| Anisua 20' · Luwi 23' | Chi tiết | 2', 8', 13', 14' Madjer · 4' Marinho · 9', 18' Alan · 17' Jorge · 23', 35' Gustavo · 25' Hernâni · 27', 31' Belchior · 36' Loja |

### Bảng D
| Đội       | ST | T | T+ | B | BT | BB | HS | Đ |
| --------- | -- | - | -- | - | -- | -- | -- | - |
| Argentina | 3  | 3 | 0  | 0 | 10 | 6  | 4  | 9 |
| Bahrain   | 3  | 1 | 1  | 1 | 10 | 9  | 1  | 5 |
| Nigeria   | 3  | 1 | 0  | 2 | 13 | 13 | 0  | 3 |
| Ý         | 3  | 0 | 0  | 3 | 6  | 11 | –5 | 0 |

| Argentina                                            | 5–4      | Nigeria                              |
| ---------------------------------------------------- | -------- | ------------------------------------ |
| S. Hilaire 6', 27' · F. Hilaire 9' · Minici 15', 34' | Chi tiết | 3' Agu · 10', 19' Onigbo · 18' Usman |

| Ý                 | 2–4      | Bahrain                                 |
| ----------------- | -------- | --------------------------------------- |
| Pasquali 23', 35' | Chi tiết | 5', 32' Salem · 5' Hassan · 28' Alnisuf |

| Nigeria                                      | 4–3      | Ý                                |
| -------------------------------------------- | -------- | -------------------------------- |
| Ibenegbu 14' · Olawale 29', 35' · Onigbo 36' | Chi tiết | 11' El Hafez · 16', 17' Pasquali |

| Bahrain    | 1–2      | Argentina                       |
| ---------- | -------- | ------------------------------- |
| Ebrahim 7' | Chi tiết | 12' E. Hilaire · 26' F. Hilaire |

| Bahrain                                     | 5–5 (s.h.p.) | Nigeria                                                         |
| ------------------------------------------- | ------------ | --------------------------------------------------------------- |
| Salem 16', 33' · Ebrahim 22' · Omar 30', 3' | Chi tiết     | 2' Olawale · 14' Ibenegbu · 28' Okemmiri · 36' Agu · 36' Okpara |
| Loạt sút luân lưu                           |              |                                                                 |
| Salem · Hassan · Ebrahim · Almughawi        | 4–3          | Agu · Olawale · Onigbo · Usman                                  |

| Ý            | 1–3      | Argentina                        |
| ------------ | -------- | -------------------------------- |
| Palmacci 28' | Chi tiết | 1', 24' Andrade · 26' S. Hilaire |

## Vòng đấu loại trực tiếp
|  | Tứ kết              | Tứ kết           |                      |       | Bán kết       | Bán kết       |  |  | Chung kết | Chung kết |
|  |                     |                  |                      |       |               |               |  |  |           |           |
|  | 9 tháng 11 năm 2006 |                  |                      |       |               |               |  |  |           |           |
|  |                     |                  |                      |       |               |               |  |  |           |           |
|  | Pháp                | 3                |                      |       |               |               |  |  |           |           |
|  | Pháp                | 3                | 11 tháng 11 năm 2006 |       |               |               |  |  |           |           |
|  | Nhật Bản            | 2                |                      |       |               |               |  |  |           |           |
|  | Nhật Bản            | 2                | Pháp                 | 2 (0) |               |               |  |  |           |           |
|  | 9 tháng 11 năm 2006 |                  | Pháp                 | 2 (0) |               |               |  |  |           |           |
|  |                     | Uruguay (pen.)   | 2 (1)                |       |               |               |  |  |           |           |
|  | Argentina           | Uruguay (pen.)   | 2 (1)                | 1     |               |               |  |  |           |           |
|  | Argentina           |                  | 12 tháng 11 năm 2006 | 1     |               |               |  |  |           |           |
|  | Uruguay             | 2                |                      |       |               |               |  |  |           |           |
|  | Uruguay             | 2                | Uruguay              | 1     |               |               |  |  |           |           |
|  | 9 tháng 11 năm 2006 |                  | Uruguay              | 1     |               |               |  |  |           |           |
|  |                     | Brasil           | 4                    |       |               |               |  |  |           |           |
|  | Brasil              | Brasil           | 4                    | 12    |               |               |  |  |           |           |
|  | Brasil              | 11 November 2006 |                      | 12    |               |               |  |  |           |           |
|  | Canada              | 1                |                      |       |               |               |  |  |           |           |
|  | Canada              | 1                | Brasil               | 7     |               |               |  |  |           |           |
|  | 9 tháng 11 năm 2006 |                  | Brasil               | 7     |               |               |  |  |           |           |
|  |                     | Bồ Đào Nha       | 4                    |       | Tranh hạng ba | Tranh hạng ba |  |  |           |           |
|  | Bồ Đào Nha          | Bồ Đào Nha       | 4                    | 6     | Tranh hạng ba | Tranh hạng ba |  |  |           |           |
|  | Bồ Đào Nha          |                  | 12 tháng 11 năm 2006 | 6     |               |               |  |  |           |           |
|  | Bahrain             | 2                |                      |       |               |               |  |  |           |           |
|  | Bahrain             | 2                | Pháp                 | 6     |               |               |  |  |           |           |
|  |                     |                  |                      |       |               |               |  |  |           |           |
|  | Bồ Đào Nha          | 4                |                      |       |               |               |  |  |           |           |
|  | Bồ Đào Nha          | 4                |                      |       |               |               |  |  |           |           |

### Tứ kết
| Brasil                                                                                                   | 12–1     | Canada     |
| --- | -------- | ---------- |
| Júnior Negrão 4', 21', 36' · Benjamin 14', 25', 34' · Bueno 22', 23' · Bruno 24', 24' · Betinho 25', 28' | Chi tiết | 34' Sibiya |

| Bồ Đào Nha                                                  | 6 – 2    | Bahrain              |
| ----------------------------------------------------------- | -------- | -------------------- |
| Alan 6' · Madjer 13', 27', 28' · Gustavo 22' · Belchior 31' | Chi tiết | 18' Omar · 29' Salem |

| Uruguay                | 2–1      | Argentina      |
| ---------------------- | -------- | -------------- |
| Ricar 36' · Miguel 36' | Chi tiết | 28' S. Hilaire |

| Pháp                                     | 3–2      | Nhật Bản              |
| ---------------------------------------- | -------- | --------------------- |
| Samoun 14' · Basquaise 16' · Edouard 31' | Chi tiết | 36' Toma · 36' Kuroki |

### Bán kết
| Brasil                                                        | 7–4      | Bồ Đào Nha                   |
| ------------------------------------------------------------- | -------- | ---------------------------- |
| Sidney 6', 19', 29' · Bueno 9' · Bruno 13', 27' · Betinho 18' | Chi tiết | 1', 6', 10' Madjer · 7' Alan |

| Uruguay           | 2–2 (s.h.p.) | Pháp                   |
| ----------------- | ------------ | ---------------------- |
| Fabian 3', 34'    | Chi tiết     | 20' Pérez · 35' Samoun |
| Loạt sút luân lưu |              |                        |
| Ricar             | 1–0          | Edouard                |

### Tranh hạng ba
| Bồ Đào Nha                     | 4–6      | Pháp                                                                 |
| ------------------------------ | -------- | -------------------------------------------------------------------- |
| Alan 1' · Madjer 11', 14', 30' | Chi tiết | 1', 19' Cardoso · 7' Ottavy · 25' Samoun · 28' Castro · 30' François |

### Chung kết
| Brasil                                          | 4–1      | Uruguay   |
| ----------------------------------------------- | -------- | --------- |
| Buru 11' · Benjamin 17' · Duda 26' · Sidney 34' | Chi tiết | 14' Ricar |

## Vô địch
| Giải vô địch bóng đá bãi biển thế giới 2006              |
| -------------------------------------------------------- |
| · Brasil · Lần thứ 1 · Danh hiệu vô địch thế giới thứ 10 |

## Giải thưởng
| Quả bóng vàng        | Quả bóng vàng   | Quả bóng bạc   | Quả bóng bạc   | Quả bóng đồng   | Quả bóng đồng   |
| -------------------- | --------------- | -------------- | -------------- | --------------- | --------------- |
| Madjer               | Madjer          | Benjamin       | Benjamin       | Bruno           | Bruno           |
| Chiếc giày vàng      | Chiếc giày vàng | Chiếc giày bạc | Chiếc giày bạc | Chiếc giày đồng | Chiếc giày đồng |
| Madjer               | Madjer          | Benjamin       | Benjamin       | Bruno           | Bruno           |
| 21 bàn               | 21 bàn          | 12 bàn         | 12 bàn         | 10 bàn          | 10 bàn          |
| Giải phòng cách FIFA |                 |                |                |                 |                 |
| Pháp                 |                 |                |                |                 |                 |

## Cầu thủ ghi bàn
| 21 bàn - Madjer 12 bàn - Benjamin 10 bàn - Bruno 9 bàn - Júnior Negão 8 bàn - Alan 7 bàn - Boguslaw Saganowski - Didier Samoun - Jeremy Basquaise 6 bàn - Sipho Sibiya - Betinho 5 bàn - Amarelle - James Naka - Rashed Salem - Takeshi Kawaharazuka - Pampero 4 bàn - Raphael Xexeo - Mohammad Ahmadzadeh - Roberto Pasquali | 4 bàn (tiếp) - Santiago Hilaire - Bueno - Miguel - Sidney - Buru - Gustavo 3 bàn - Abdulla Omar - Benyam Astorga - Ifeanyi Onigbo - Isiaka Olawale - Medrano Tamen - Mario Chimienti - Katsuhiro Yoshii - Masahito Toma - Naoyuki Kuroki - Belchior - Fabian - Laurent Castro - Marinho - Sebastien Perez - Stéphane François 2 bàn - Marek Zuk - Alfonso - Bartholomew Ibenegbu - Brendon Taguinod - Etienne Ngiladjoe | 2 bàn (tiếp) - Faroogh Dara - Gabriel Agu - Henry Koto - Omo - Valery Bithe - Nico - Facundo Minici - Federico Andrade - Federico Hilaire - Kyle Yamada - Kyriakos Selaidopoulos - Adnan Ebrahim - Andre - Coco - Hernani - Jairzinho Cardoso - Jean-Marc Edouard - Marc Libbra - Matias - Noel Sciortino - Ricar 35 cầu thủ khác mỗi cầu thủ 1 bàn |

## Bảng xếp hạng giải đấu
| VT | Đội              |
| -- | ---------------- |
| 1  | Brasil           |
| 2  | Uruguay          |
| 3  | Pháp             |
| 4  | Bồ Đào Nha       |
| 5  | Argentina        |
| 6  | Bahrain          |
| 7  | Canada           |
| 8  | Nhật Bản         |
| 9  | Nigeria          |
| 10 | Tây Ban Nha      |
| 11 | Ba Lan           |
| 12 | Hoa Kỳ           |
| 13 | Quần đảo Solomon |
| 14 | Cameroon         |
| 15 | Ý                |
| 16 | Iran             |